# Jerusalem alliberada

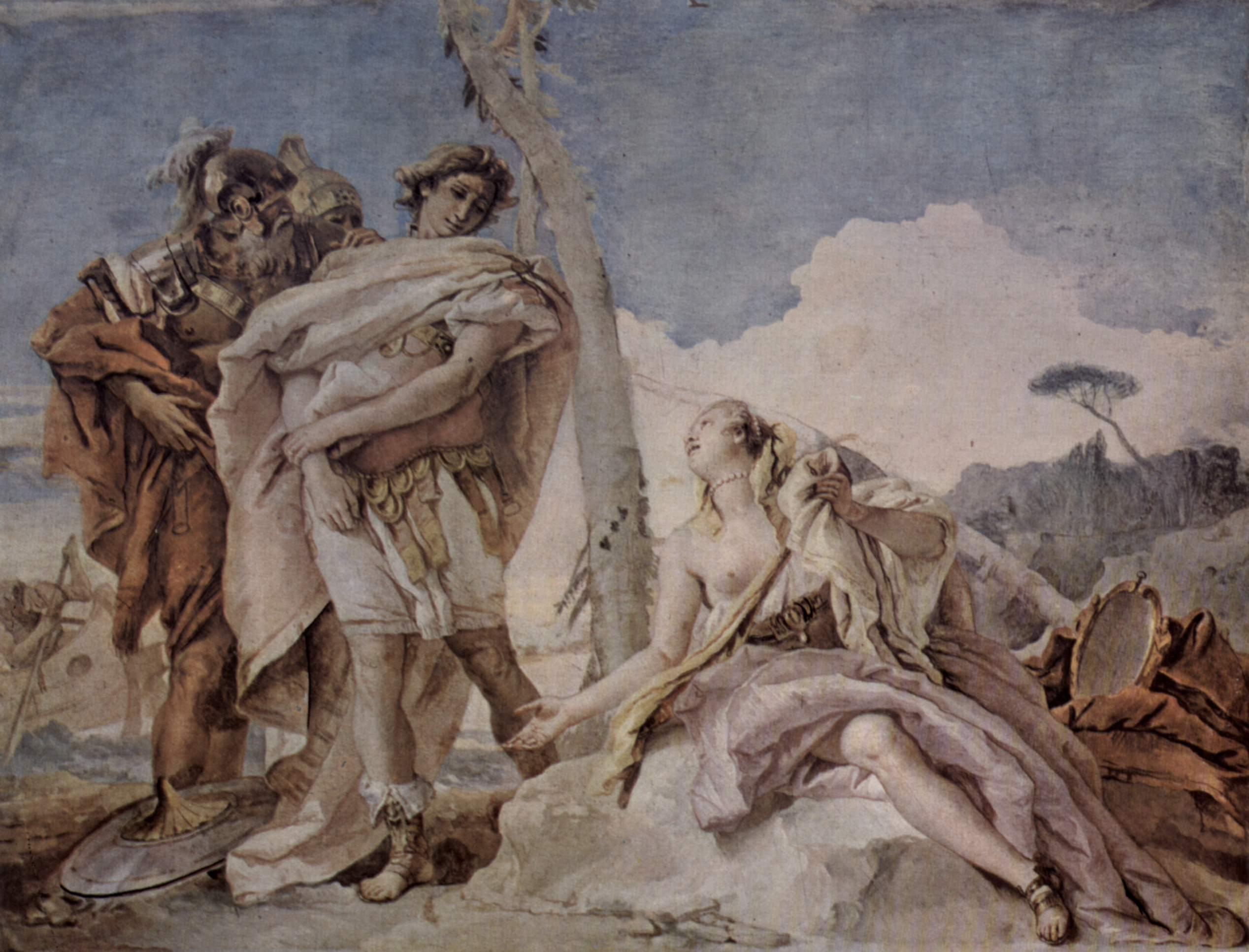
Fresc de Tiepolo basat en la Jerusalem alliberada de Torquato Tasso. Es titula Rinaldo abandona Armida.

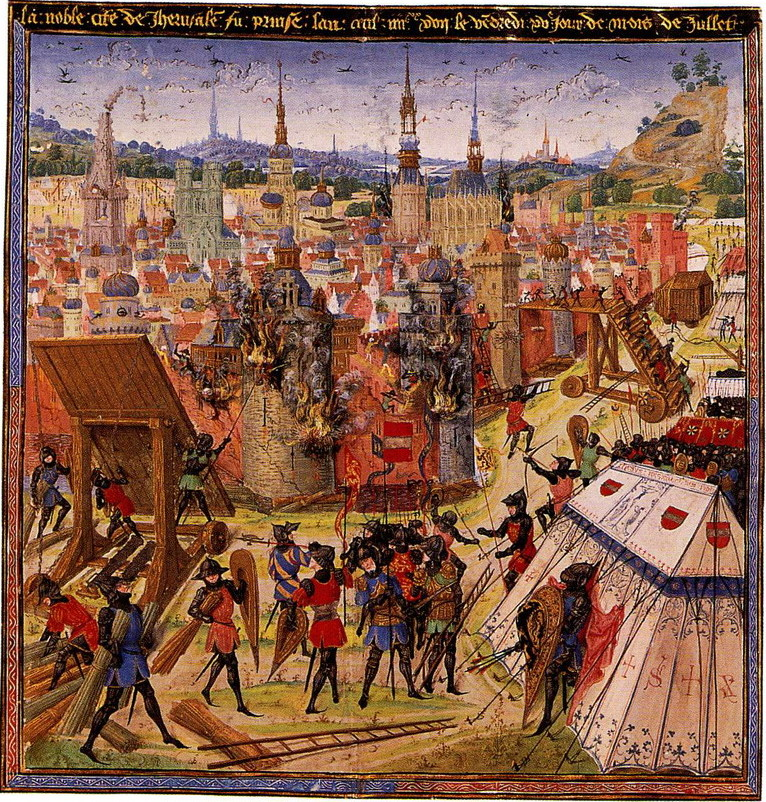
Setge de Jerusalem durant la Primera Croada

La Jerusalem alliberada (italià: La Gerusalemme liberata) és un poema èpic del poeta italià Torquato Tasso, publicat per primer cop l'any 1581. El seu objecte és la Primera Croada, tractada de manera fantasiosa, i amb nombroses influències de la literatura grega i de la literatura del Renaixement. El setge de Jerusalem portat a terme per Jofré de Bouillon contra el poder musulmà de la ciutat n'és l'inici.
Està format per estrofes de cinc versos cadascuna, agrupades en vint cants de diferent longitud. S'engloba clarament en la tradició renaixentista del poema èpic italià, com el famós Orland Furiós de Ludovico Ariosto, obra de la qual extreu personatges i elements argumentals. Homer i Virgili també són fonts de figures i escenes, particularment emprats en les seves descripcions de setges i guerra.
El fet que Tasso triés un tema històric concret i real, el conflicte entre cristians i musulmans, limitava la longitud excessiva que caracteritzava moltes obres de l'època. No podia tenir continuacions com moltes d'aquestes, el qual la converteix en una obra més «moderna» que la major part del Renaixement. Es valorava especialment a l'època la utilització de temes que disposessin d'una certa versemblança històrica (malgrat les concessions sobrenaturals i màgiques de Tasso), i el doble context de la creixent presència a l'Europa de l'est de les forces de l'Imperi Otomà i els conflictes de la Contrareforma donava a una obra èpica de tema cristià més crèdit i vàlua que a una de tema pagà o grec.
Un dels aspectes literaris més característics de La Jerusalem alliberada és la contínua pugna entre el deure i allò que dicta el cor, i el seu retrat de l'amor en temps de guerra, enfrontat amb el valor guerrer i l'honor, font de bona part de la lírica de Tasso.

## Composició
Torquato Tasso va començar la seva tasca creadora a meitats dels anys seixanta del segle xvi. Originalment havia de portar el títol Il Goffredo (fent referència al cap de la Primera Croada, Jofré de Bouillon). El fa finalitzar l'abril de 1575, i l'estiu d'aquell any el poeta el va recitar davant del duc Alfonso de Ferrara i Lucrècia, Duquessa d'Urbino. Una edició pirata de 14 cants extrets del poema va fer aparició a la Venècia de 1580. Les primeres edicions completes de l'èpica van ser publicades a Parma i a Ferrara el 1581.

## Aristotelisme de Tasso
L'aristotelisme, o apropiació i defensa dels principis esteticopoètics del filòsof grec Aristòtil, estava en voga al segle xvi, especialment a Itàlia. Torquato Tasso també va veure d'aquesta corrent imperant a l'època, i en va adaptar les unitats d'acció, temps, lloc i mode. Al mateix temps, va dotar la seva obra d'una finalitat didàctica, implícita en la defensa del cristianisme. El tema històric també és de rang superior en l'aristotelisme del segle xvi, com prescriu un autor com Francesco Robortello.
El mateix Torquato Tasso va escriure textos defensant aquesta tendència poètica: Discorsi dell'arte poetica e in particolare sopra il poema eroico. En ells, Tasso fa alguns apunts sobre la composició d'un poema èpic o heroic. La matèria ha de ser l'adequada al nivell sublim (serbo sublimis) del discurs. L'artista li ha de saber donar forma, i nodrir-la d'ornaments adequats a un tema d'aquesta alçada. El tema històric serà més elevat que l'inventat, tot i que la faula d'invenció pot donar plaer, com la Flor d'Agató havia agradat als antics, o les obres d'Ariosto als moderns. Per a La Jerusalem alliberada en fa una síntesi, recorrent a la «religió veritable» com a font. Aquells fets inversemblants que no es podien encabir a les cròniques històriques, i que de cap manera es poden atribuir a l'acció humana, bé es poden representar com a accions d'àngels, de Déu, o bé de dimonis o éssers dotats de màgia, de la mateixa manera que els déus dels antics entraven en l'acció de poemes com l'Odissea. La integritat del poema, que ha de ser respectada, falta segons Tasso tant a les obres Orlando inammorato i Orlando Furioso, que tenen faltes d'incoherència i que no aconsegueixen la unitat estilística digna de l'epopeia, fent-hi servir de vegades un discurs massa humil.

## Recepció
El poema va tenir un immens èxit instantani a tot Europa, i durant els dos segles següents algunes seccions de l'èpica van ser adaptades en forma d'arguments separats per a òperes, obres de teatre, ballets i mascarades. També van servir de model per representacions visuals i decoració, tant quadres com frescs. Alguns llocs on es poden veure escenes de La Gerusalemme liberata representats són Fontainebleau, a França, a la Vila Valmarana, al Vèneto, o a Hohenschwangau, Alemanya.
Alguns crítics de l'època, però, no van tractar l'obra amb el mateix entusiasme, i Tasso fou molt criticat per les seves escenes extravagants i per la confusa narració del poema. En els seus últims anys va reescriure el poema pràcticament per complet, sota un nou nom: La Gerusalemme conquistata (La Jerusalem conquerida), versió revisada que no ha interessat tant ni al públic ni la crítica, en general satisfets amb l'original. L'interès del públic europeu en el poema, però, va decaure amb el Romanticisme tardà, que va afavorir un altre tipus de sensibilitat, si bé encara els primers romàntics, com Goethe, hi havien mostrat interès, i Torquato Tasso, degut a la seva bogeria, va acabar sent un model del geni i l'artista incomprès. El mateix Goethe va escriure una obra dedicada a la figura de Tasso.

## Obres posteriors que s'hi han basat

### Música i òpera
- Madrigal La Gerusalemme Liberata de Giaches de Wert (ca. 1595)
- Ballet de la Delivrance de Renaud de Pierre Guédron (París, 1617)
- Combattimento di Tancredi e Clorinda de Claudio Monteverdi (1624)
- Il Tancredi de Girolamo Giacobbi (Bologna, abans de 1629)
- Erminia sul Giordano de Michelangelo Rossi (Roma, 1633)
- Armida de Benedetto Ferrari (Venècia, 1639) la música s'ha perdut
- Armida de Marco Marazzoli (Ferrara, 1641)
- Armide de Jean-Baptiste Lully (París, 1686)
- La Gerusalemme liberata de Carlo Pallavicino (Venècia, 1687)
- Gli avvenimenti di Erminia e di Clorinda de Carlo Francesco Pollarolo (Venice, 1693) la música s'ha perdut
- Amori di Rinaldo con Armida de Teofilo Orgiani (Brescia, 1697) la música s'ha perdut
- Tancrède de André Campra (París, 1702)
- Suite d'Armide ou Jerusalem Delivree de Philippe d'Orléans (Fontainebleau, 1704)
- Armida abbandonata de Giovanni Maria Ruggieri (Venècia, 1707)
- Armida al campo de Giuseppe Boniventi (Venècia, 1708)
- Armida regina di Damasco de Teofilo Orgiani (Verona, 1711) la música s'ha perdut
- Rinaldo de George Frideric Handel (Londres, 1711)
- Armida in Damasco de Giacomo Rampini (Venècia, 1711)
- Armida abbandonata de Giuseppe Maria Buini (Bolonya, 1716)
- Armida al campo d'Egitto d'Antonio Vivaldi (Venècia, 1718)
- Armida delusa de Giuseppe Maria Buini (Venècia, 1720)
- Renaud, ou la Suite d'Armide de Henry Desmarest (París, 1722)
- Das eroberte Jerusalem, oder Armida und Rinaldo de Georg Caspar Schurmann (Brunswick, 1722)
- Armida abbandonata d'Antonio Boni (Praga, 1725)
- Armida al campo d'Antonio Boni (Varsòvia, 1726)
- L'abbandono di Armida d'Antonio Pollarolo (Venècia, 1729)
- Armida placata de Luca Antonio Predieri (Viena, 1750)
- La Armida aplacada de Giovanni Battista Mele (Madrid, 1750)
- Armida de Carl Heinrich Graun (Berlín, 1751)
- The Inchanted Forrest de Francesco Geminiani (Londres, 1754)
- Armida de Tommaso Traetta (Viena, 1761)
- Armida abbandonata de Niccolò Jommelli (Nàpols, 1770)
- Armida d'Antonio Salieri (Viena, 1771)
- Armide de Christoph Willibald Gluck (París, 1777)
- Armida de Josef Mysliveček (Milà, 1780)
- Armida de Joseph Haydn (1784)
- Armida de Gioacchino Rossini (Nàpols, 1817)
- Rinaldo de Johannes Brahms (1858) cantata
- Armida d'Antonín Dvořák (1904)
- "Armida" de Judith Weir (2005)

### Pintura i il·lustració
- Lorenzo Lippi, Rinaldo in the enchanted forest (1647/1650), Kunsthistorisches Museum, Gemäldegalerie, Wien.
- Poussin, il·lustracions a la Jerusalem Alliberada, anys de 1630. Existeixen dues versions de "Tancredo i Ermínia" de voltants de 1630. La primera es troba a l'Hermitatge, Sant Petersburg, la segona al Barber Insitute of Fine Arts de Birmingham.
- Theodor Hildebrandt - Tancred i Clorinda (ca. 1830)
- Robert Seymour - Jerusalem Alliberada, amb més de 100 fulls, exposada a la Royal Academy, Londres, 1822.
- Eugène Delacroix - Clorinda rescata Olindo i Sofrònia
- François Boucher - Rinaldo i Armida.
- Francesco Hayez - Rinaldo i Armida
- Paolo Finoglio - La sèrie pictòrica Jerusalem Alliberada (1640)
- Gian Battista Tiepolo - Rinaldo encantat per Armida, 1742/45, Art Institute of Chicago
- Gian Battista Tiepolo Rinaldo abandona n'Armida, Villa Valmarana, Vicenza
- Domenico Tintoretto - Tancredo batejant Clorinda, 1586—1600, Museum of Fine Arts Houston

## En llengua catalana
Carme Portaceli va escenificar la versió teatral de La Jerusalem alliberada al Festival Grec de 2008 a Barcelona.